# Назук-шах
Назук-шах (д/н — після 1552) — 15-й султан Кашміру в 1529—1530 і 1540—1552 роках. Відомий також як Надір-шах.

## Життєпис
Походив з династії Сваті (Шах-Міри). Молодший син султана Фатіх-шаха. Про молоді роки обмаль відомостей. Ймовріно 1517 року разом з батьком втік до Пенджабу. 1528 року перебував у Делі, де його було визнано могольським падишахом Бабуром і кашмірським кланом Магре як претендента на трон. 1529 року після повалення Ібрагім-шаха став новим султаном. Втім фактична влада зосередилася у візира Абдули Магре. 1530 року з невідомих причин повалений (можливо намагався виявити самостійність) й замінений на колишнього султана Мухаммед-шаха.
Згодом ймовірно опинився в Пенджабі, де 1540 року долучився до походу могольського військовика Мірзи Мухаммед-Гайдара на Кашмір. Спочатку було зайнято князівство Раджаурі, де до походу доєдналися Абдул Магре і Регі Чака. У листопаді 1540 року раптово пройшли перевалом Панч, чим захопили візира і фактичного правителя Каджі Чаку зненацька, деморалізувавши його прихильників. Той разом з султаном Ісмаїл-шахом втік до сурійського султана Шер-Шаха. Мірза Мухаммед-Гайдар без бою зайняв Срінагар, де відновив Назук-шаха на троні.
Втім фактична влада належала Мірзі Мухаммед-Гайдару, Абдулі Магре і Регі Чакі. Абдул став візиром, після смерті якого 1541 року його посаду успадкував син Хусейн. Спробі Назук-шаха посилити свій вплив завадив Мірза Мухаммед Гайдар. Останній того ж року відбив спробу Каджі Чаки відновити на троні Ісмаїл-шаха.
1543 року Мірза Мухаммед-Гайдар погиркався з візиром Хусейном Магре, якому завдав поразки. За цим вигнав з країни Регі Чаку, який з'єднався з Каджі Чакою. 1544 року вони вдерлися до Кашміру, але зазнали поразки. Невдовзі Каджі помер, а 1546 року Регі зазнав нової поразки від Мірзи Мухаммед-Гайдара й загинув. З цього часу фактичним правителем Кашміру став останній, а Назук-шах зберігав лише титул султана. Втім 1545 року визнав від імені султана зверхність Хумаюна, що на той час перебував в Кабулі.
1548 року здійснено спробу підкорити князівство Кіштвар, проте кашмірське військо зазнало поразки. Втім того ж року вдалося зайняти Балтистан і встановити зверхність над Кунга Намг'ялом I, г'ялпо Ладакху. За цим ліквідовано самостійність князівств Раджаурі й Пахлі.
1549 року Мірза Мухаммед-Гайдар підкупив Хайбат-Хана, повсталого намісника Лахора, якого клан Чаків запросив зайняти Кашмір. Також 1550 року вдалося попередити загрозу з боку сурійського падишаха Іслам Шаха, якому було відправлено в подарунок багато шафрану. Тому той відкинув пропозицію Чаків повалити Мірзу Мухаммед-Гайдара. Останній також почав переслідувати шиїтів, суфіїв,насамперед тарикату Нурбаші, яка підтримувала Чаків, та заборонив шафійський мазгаб.
1551 року спалахнуло повстання горян, на бік яких перейшов клан Магре і Іді Райна. В наступних битвах Кара-Багадур, родич Мірзи Мухаммед-Гайдара, зазнав поразки і потрапив у полон. До Кашмірської долини вдерся Даулат Чака з Пенджабу. Зрештою Мірза Мухаммед-Гайдар у жовтні був вбитий при штурмі фортеці Манар, де перебував Іді Райна. В результаті цих подій Ладакх і Балтистан знову стали незалежними.
Назук-шах не зміг скористатися обставинами, залишившись номінальним володарем. Тепер владу перебрав візир Іді Райна. Влітку 1552 року той на чолі війська відбив спробу афганців під орудою Хайбат Хана вдертися до Кашміру. За цим спалахнула війна між візиром та частиною клану Чаки на чолі із Даулатом. Першого підтримали клан Магре, впливовий рід Сайїдів та Копвайя (під клан з Чаків). Але в вирішальній битві на річці Джелам Даулат Чака здобув перемогу, повалив Назук-шаха, відновивши на троні Ібрагім-шаха, а сам став візиром.
Назук-шах втік до Пенджабу. Подальша доля невідома.